# Alberto Bottari de Castello
Alberto Bottari de Castello, né le 5 juillet 1942 à Montebelluna (province de Trévise, royaume d'Italie) et mort le 13 juillet 2025 à Trévise (Vénétie), est un prélat catholique italien, nonce apostolique émérite.

## Biographie
Alberto Bottari de Castello est ordonné prêtre pour le diocèse de Trévise le 11 septembre 1966.
Il a été recteur au petit séminaire Saint Jean XXIII d'Ebolowa au Cameroun de 1988 à 1999. 
Après avoir intégré les services diplomatiques du Saint-Siège, il est nommé nonce apostolique en Gambie, en Guinée (en), au Liberia (en) et en Sierra Leone (en) le 18 décembre 1999 par le pape Jean-Paul II, qui lui donne la consécration épiscopale dans la basilique Saint-Pierre le 6 janvier 2000, avec le titre d'archevêque titulaire de Foratiana (de). Il est assisté pour la consécration de Mgr Giovanni Battista Re, préfet de la congrégation pour les évêques et de Mgr Marcello Zago secrétaire de la congrégation pour l'évangélisation des peuples.
Le 1er avril 2005, il est nommé nonce apostolique au Japon (en) et le 8 décembre 2007, le pape Benoît XVI lui confère le titre d'archevêque d'Opitergium (de), ancien siège épiscopal situé dans l'actuelle ville d'Oderzo, non loin de sa commune natale. 
Le 6 juin 2011, il est nommé nonce apostolique en Hongrie. Le 21 octobre 2013 il cosigne en tant que représentant du Saint-Siège un accord entre le Saint-Siège et la Hongrie amendant l'accord signé le 20 juin 1997 sur le financement des activités de service public et d'autres purement religieuses («de la vie de la foi ») opérées par l’Église catholique en Hongrie, ainsi que sur certaines questions de nature patrimoniale.
Il se retire à 75 ans en décembre 2017.
Alberto Bottari de Castello meurt le 13 juillet 2025 à Trévise (Vénétie), à l'âge de 83 ans.

## Distinction
- Commandeur avec étoile de l'Ordre du Mérite hongrois (1er décembre 2017 par le vice premier ministre Zsolt Semjén[4]).